# Ferro dolç
El ferro dolç també anomenat ferro moll és un ferro gairebé pur, ja que conté menys d'un 0,2% de carboni. És dens, 7,87 g/cm3, i un punt de fusió elevat, 1535 ℃.
És de color gris brillant, gairebé platejat, però amb el temps esdevé d'un color marronós a causa de l'oxidació que forma òxid de ferro. És dúctil (es pot convertir en fils) i mal·leable (es pot convertir en làmines). Té poques aplicacions a causa de la seva poca resistència mecànica, és fràgil, es trenca fàcilment, i no gaire dur. S'imanta fàcilment, per això la seva principal utilitat és la fabricació de nuclis d'electroimants.